# Canottieri Leonida Bissolati
La Canottieri Leonida Bissolati è un'associazione sportiva con sede a Cremona.

## Storia
Nasce il 6 febbraio 1921 come associazione a carattere sportivo ed è un'Associazione Sportiva Dilettantistica. Tra i suoi scopi vi è la promozione degli sport del canottaggio, della canoa, del nuoto,  della pallanuoto, del tennis e delle bocce. Nel 1972 ha ricevuto dal CONI la Stella al merito sportivo.

### Settore pallanuoto
In ambito pallanuotistico i maggiori successi della società hanno una storia recente, con la promozione nella massima serie ottenuta nel 2003. La Bissolati si è aggiudicata la Coppa Italia nel 2005.
Il campionato 2007-2008 ha vissuto un andamento pesantemente influenzato dai ricorrenti problemi di sponsor. La Bissolati ha tuttavia concluso la stagione piazzandosi in undicesima posizione. Ha successivamente riconfermato la permanenza nel campionato di Serie A1 battendo ai play-out la S.S. Lazio Nuoto. Tuttavia, a causa delle notevoli difficoltà a reperire risorse economiche, la società ha dovuto rinunciare all'iscrizione al campionato di serie A1 per la stagione 2008-2009, consentendo il ripescaggio proprio della S.S. Lazio Nuoto nella massima divisione.
Nell'estate del 2006 alcuni "vecchi" giocatori cremonesi, insieme all'allora presidente Masseroni, decidono di creare una squadra composta da giocatori cremonesi per poter dar modo anche a coloro che non sono giocatori da Serie A di poter praticare il proprio sport nella propria città. La nuova compagine si affianca quindi alla squadra militante nella massima serie e inizia il suo cammino nella stagione 2006-2007 in Promozione.
Nel primo campionato che disputa riesce ad ottenere la promozione in Serie C dopo lo spareggio a Mantova con la Reggiana.
Nella stagione 2007-2008 partecipa al campionato di Serie C e ottiene l'obiettivo prefissato: la salvezza.
Nella stagione 2008-2009, al termine di un campionato che la vede dominatrice assoluta (18 vittorie su 18 partite), conquista la promozione in Serie B.
Nella stagione 2009-2010 nel campionato di Serie B tiene un cammino a due facce: girone d'andata ottimo concluso al quarto posto in classifica, girone di ritorno disastroso e caduta in classifica fino all'8º posto. La posizione in classifica la porta alla disputa dei play-out contro il Prato Nuoto per giocarsi la salvezza. Purtroppo non riesce a sfruttare il fattore campo e perde alla decisiva terza partita e retrocede in Serie C.
Dopo 5 anni consecutivi di permanenza in la salvezza in Serie C, nella stagione 2015-2016 si classifica in 12ª posizione e retrocede in Promozione.
Nella stagione 2016-2017 delude le aspettative non riuscendo a qualificarsi per il Pool Promozione.
Nella stagione 2017-2018 è protagonista di una stagione perfetta (14 vittorie su 14 partite tra campionato e playoff) e conquista la promozione in Serie C.
Nella stagione 2018-2019, dopo un girone di andata deludente con soli 3 punti guadagnati, è artefice di una rimonta che dall'ultima posizione la porta fino al 10º posto, ultimo disponibile per la salvezza.

### Settore nuoto
Nel nuoto la Bissolati ha sempre rappresentato una delle due realtà storiche della città, insieme alla più antica Canottieri Baldesio, con la quale ha conteso i principali risultati soprattutto negli anni '70-'80.
Inizialmente svolgeva attività agonistica, raccogliendo le nuove leve dalla società Sperlari Nuoto con la quale è poi avvenuta la fusione.
I principali risultati di rilievo sono arrivati sotto la guida di Giorgio Maranesi, con Maurizio Sali, Annamaria Compiani, Paolo Chiodelli, Marco ed Emanuele Botteri, Massimiliano Regonelli, Davide Gaboardi e Diego Marchetti ma soprattutto con Leonardo Michelotti che, dopo l'esperienza alla Leonessa Brescia, è tornato bissolatino raggiungendo la qualificazione olimpica a Barcellona 1992.
Negli anni successivi, con Maranesi passato alla guida del Verolanuoto, la squadra è stata allenata da Claudio Garozzo, Enzo Bartiloro e da Massimiliano Regonelli.
Fanno parte dello staff tecnico anche gli allenatori Michele Lampugnani e Diego Fedeli.
Da dopo il 1992, i migliori risultati sono arrivati con Caterina Neviani, Stefano Jottini, Marco Carbonini, Laura Bulla, Monica Fossati, Viola Bardella, Clizia Elena Papetti, Eleonora Celada, Noemi Barbarini, Martina Maraia, Silvia Ferrari, Chiara Martelli, Marco Fiorani, Sebastiano Mascarini, Matteo Riccardi, Jonathan Canova, Tommaso Giorgi e più recentemente Gianluca Di Tano, Nicola Riboldi,  Nicolò Turco, Amato Lorenzo, Giulio Persico, fino a Nicolò Fedeli, Emma e Pietro Fanfoni, Andrea Pollenghi, Lorenzo Caraffini, Regonelli Pietro, Lampugnani Thomas e Radu Loredana.
La società svolge anche attività esordienti e preagonistica, nonché, dal 2017, anche attività di nuoto master.

## Palmarès

### Trofei nazionali
- Coppe Italia: 1

2005

## Allenatori
- 2004-2007  Marco Baldineti
- 2007-2010  Maurizio Stagno
- 2010-2013  Nicola Del Monaco
- 2013  Stefano Manfredi Uberti
- 2013-2014  Stefano Bolzonetti
- 2014-2017  Fabio Fresia
- 2017-2018  Paolo Fioni
- 2018- in carica  Cristian Tabellini

## Rosa 2019-2020
| N° |                     | Ruolo | Giocatore           |
| -- | ------------------- | ----- | ------------------- |
|    | Italia (bandiera)   | P     | Alessio Damiani     |
|    | Italia (bandiera)   | P     | Carlo Alberto Pizzi |
|    | Italia (bandiera)   | D     | Massimiliano Formis |
|    | Italia (bandiera)   | D     | Omar Barili         |
|    | Giappone (bandiera) | D     | Gou Sakamoto        |
|    | Italia (bandiera)   | CV    | Lorenzo Giusti      |
|    | Italia (bandiera)   | CV    | Dario Pini          |

| N° |                   | Ruolo | Giocatore           |
| -- | ----------------- | ----- | ------------------- |
|    | Italia (bandiera) | A     | Carlo Zoppi         |
|    | Italia (bandiera) | A     | Simone Lazzari      |
|    | Italia (bandiera) | A     | Alessandro Marchesi |
|    | Italia (bandiera) | A     | Lorenzo Corbetta    |
|    | Italia (bandiera) | CB    | Giorgio Costantino  |
|    | Italia (bandiera) | CB    | Giulio Pezzoni      |

Allenatore:  Cristian Tabellini